# Crack in the Mirror
Crack in the Mirror (bra: Tragédia num Espelho) é um filme estadunidense de 1960 dirigido por Richard Fleischer, com roteiro de Marc Canfield baseado no romance Drame dans un mirror, de Marcel Haedrich.
Com produção de Darryl F. Zanuck, o filme teve trilha sonora assinada por Maurice Jarre.

## Sinopse
Três atores vivem dois papeis cada numa história que enfoca dois diferentes triângulos amorosos: no primeiro, uma criada e seu amante tramam a morte do rico dono da casa; no segundo, um promotor descobre que sua esposa está apaixonada pelo seu assistente. Os dramas de um triângulo invadem o outro, com desdobramentos imprevisíveis.

## Elenco

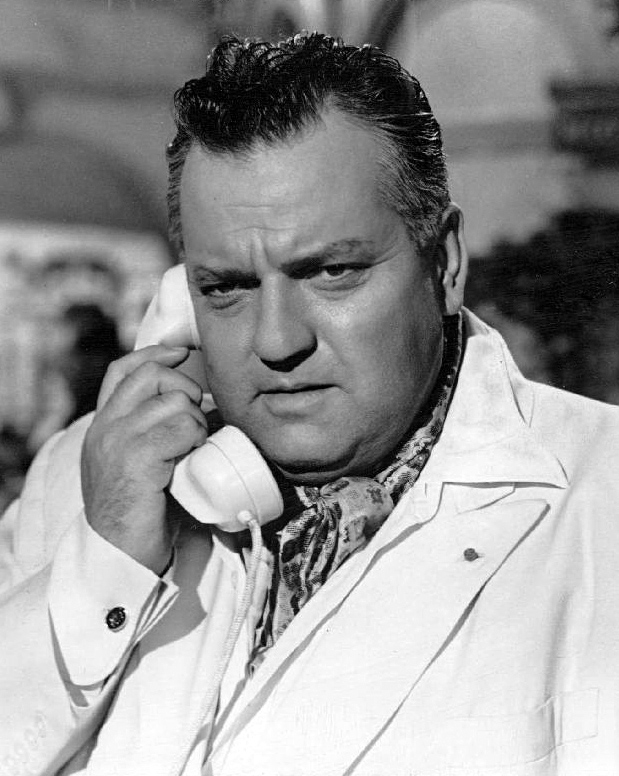
Orson Welles em foto publicitária para o filme

- Orson Welles ...Hagolin/Lamerciere
- Juliette Gréco ...Eponine/Florence
- Bradford Dillman ...Larnier/Claude
- Alexander Knox ...President
- Catherine Lacey ...Mother Superior
- William Lucas ...Kerstner
- Maurice Teynac ...Doctor
- Austin Willis ...Hurtelaut
- Cec Linder ...Murzeau
- Eugene Deckers ...Magre